# Zacoccia
Zacoccia foi um rei de Moçambique que, segundo os Lusíadas, acolheu Vasco da Gama por acreditar que era muçulmano. Ao descobrir que Vasco da Gama era cristão, concebeu um plano para que o matassem. Quando o agente por ele contratado falhou, ele cometeu suicídio.